# 中央區域協調發展領導小組
中央區域協調發展領導小組是中共中央决策和議事協調機構，負責統管中國一系列區域發展策略。

## 歷史
2012年中共十八大以來，中共中央總書記習近平謀劃、部署、推動一系列區域重大戰略，包括京津冀協同發展、長三角一體化、長江經濟帶、黃河流域生態保護和高質量發展、粵港澳大灣區建設、海南自由貿易港等一系列重大舉措。國務院亦設有相應的決策和議事協調機構，推進特定區域開放或共同發展，但為了從更高層面、從戰略、從全局上來謀划這些區域重大戰略，系統統籌各個戰略之間的重大政策，及為了把黨對一切工作的領導，在區域經濟發展方面進行制度化、具體化。2022年中共二十大之後，習近平展開中共中央總書記第三個任期，以其為核心的黨中央決定把這些重大戰略領導小組合併為「中央區域協調發展領導小組」來統管，在中共中央層面協調解決重要問題，督促落實重大事項。

## 组成人员
組長
副組長
委員

## 办事机构
国家发展和改革委员会区域协调发展司（简称国家发展改革委区域司），是中华人民共和国国家发展和改革委员会内设机构。
中央区域协调发展领导小组办公室，是中央区域协调发展领导小组的办事机构，设在国家发展改革委。

### 沿革
2023年改革前，京津冀协同发展领导小组办公室、国务院西部地区开发领导小组办公室、粤港澳大湾区建设领导小组办公室、推进海南全面深化改革开放领导小组办公室设在国家发展改革委，由国家发展改革委地区经济司承担日常工作。国家发展改革委地区司同时加挂国家促进中部地区崛起工作办公室牌子。
中共二十大之后，中共中央决定把这些重大战略领导小组合并为“中央区域协调发展领导小组”来统管。中央区域协调发展领导小组办公室设在国家发展改革委。

### 职责
根据有关规定，国家发展和改革委员会区域协调发展司承担下列职能：
1. 承担中央区域协调发展领导小组办公室相关具体工作，推进落实区域协调发展战略，组织拟订区域规划和政策。
2. 推进实施西部开发、东北振兴、中部崛起、东部率先发展和京津冀协同发展、长江经济带发展、粤港澳大湾区建设、长三角一体化发展、海南全面深化改革开放、黄河流域生态保护和高质量发展等的战略、规划及重大政策，指导推进雄安新区建设。
3. 承担国家级新区规划布局工作。
4. 协调国土整治、开发利用和保护政策。
5. 推进重点流域综合治理和流域经济发展。
6. 承担实施海洋强国战略有关工作。

### 机构设置
根据有关规定，国家发展和改革委员会区域协调发展司设置下列机构：
- 综合处
- 体制处
- 区域规划处
- 区域政策与区域合作处
- 西部地区农林生态处
- 西部地区经济发展处
- 西部地区社会发展处
- 流域治理与发展处
- 贫困地区发展处
- 中部地区发展处
- 中部地区政策体制处
- 京津冀协同发展处
- 粤港澳大湾区建设协调一处
- 粤港澳大湾区建设协调二处
- 海南一处
- 海南二处

### 历任领导
中央区域协调发展领导小组历任办公室主任、副主任是：

| 主任 | 副主任 |